# مری ئی. بریتون
مری ئی. بریتون (انگلیسی: Mary E. Britton؛ ‏ ۵ آوریل ۱۸۵۵ – ۲۷ اوت ۱۹۲۵) پزشک، معلم، کنشگر حق رأی زنان، روزنامه‌نگار و فعال حقوق مدنی و سیاسی اهل لکسینگتون، کنتاکی بود. بریتون یکی از اعضای اصلی «انجمن آموزش سیاهپوستان کنتاکی» بود که در سال ۱۸۷۷ تشکیل شد. او رئیس «باشگاه ارتقا زنان لکسینگتون» بود و بعداً به عنوان عضو اصلی «انجمن زنان یتیم» که «خانه صنعت یتیمان رنگین‌پوست» را در لکسینگتون بنیان نهاد، در سال ۱۸۹۲ خدمت کرد. او پس از آموزش به کودکان سیاه‌پوست در مدارس دولتی لکسینگتون به عنوان پزشک در خانه خود در همان شهر مشغول به کار شد. او در آب‌درمانی، برق‌درمانی و ماساژ تخصص داشت. و در سال ۱۹۰۲ میلادی، مجوز رسمی برای طبابت در لکسینگتون، کنتاکی به او اعطا شد و وی را به نخستین پزشک زنی تبدیل کرد که در لکسینگتون پروانۀ طبابت گرفت.

## اوایل زندگی
مری الن بریتون در تاریخ ۵ آوریل ۱۸۵۵ به‌عنوان یک فرد آزاد از رنگین‌پوستان به دنیا آمد و تنها فرد از میان خواهر و برادرانش بود که برای او مدارک ثبت تولد پیدا شده است. او یکی از هفت فرزند لورا و هنری بریتون بود که در خیابان میل، بین خیابان‌های دوم و سوم، که اکنون در «منطقه تاریخی گراتز پارک» در لکسینگتون، کنتاکی قرار دارد، زندگی می‌کردند. برخلاف فرصت‌های محدود که بسیاری از آفریقایی‌تباران در آن زمان داشتند، او و خواهر و برادرانش—سوزان ج. (متولد ۱۸۵۰)، جولیا (متولد ۱۸۵۲)، جوزف (که به‌عنوان جوزایا نیز شناخته می‌شود، متولد ۱۸۵۶)، رابرت اچ. (متولد ۱۸۵۷)، مارثا (متولد ۱۸۶۰)، ویلیام (متولد ۱۸۶۷) و هتی (متولد ۱۸۶۸)، لوسی (متولد حدود ۱۸۷۲) و توماس مارشال (متولد ۱۸۷۳)—همه تحصیلات کلاسیک دریافت کردند. پدرش هنری، یک نجار غیربرده (زادۀ حوالی ۱۸۲۴ میلادی) از تبار اسپانیایی/هندی بود که بعداً در لکسینگتون و بریا به عنوان آرایشگر مشغول به کار شد. مادرش، لورا تریگ، خواننده و موسیقیدانی بااستعدادی بود که تحت حمایت مادرش که به عنوان معشوقه برده‌دار کنتاکی، توماس اف. مارشال، شناخته می‌شد، به‌خوبی آموزش دیده بود. لورا در سن شانزده‌سالگی آزاد شده بود.
بریتون در سنین پایین بهترین آموزش ممکن برای کودکان آفریقایی‌تبار در آن زمان را دریافت کرد - او در مدارس خصوصی که توسط طبقه حرفه‌ای آفریقایی‌تبار لکسینگتون تأسیس شده بودند، تحصیل کرد. در سال ۱۸۵۹، همراه با خواهر بزرگترش جولیا بریتون هیکس (که بعدها به‌عنوان یک موسیقیدان و مربی بااستعداد شناخته شد و اولین معلم آفریقایی‌تبار در بریا بود)، بریتون در یک شعبه مدرسه در لکسینگتون که توسط ویلیام اچ. گیبسون از لویی‌ویل، کنتاکی تأسیس شده بود، تحصیل کرد. خانواده بعدها به بریا نقل مکان کردند و در آنجا لورا بریتون به‌عنوان سرپرست مستخدمان در کالج بریا استخدام شد.
از سال ۱۸۷۱ تا ۱۸۷۴، مری ای. بریتون در کالج بریا اولین مؤسسه آموزش عالی که به سیاه‌پوستان در ایالت کنتاکی پذیرش می‌داد، تحصیل کرد. در آن زمان تنها حرفه‌ای که برای زنان تحصیل‌کرده از هر نژادی وجود داشت، تدریس بود. در طول دوران تحصیل، او همچنین بخشی از هیئت‌علمی بود و موسیقی بی‌کلام (سازی) تدریس می‌کرد - و به این ترتیب او نخستین آفریقایی‌تبار بود که به دانش‌آموزان سفیدپوست در بریا تدریس می‌کرد. پس از مرگ هر دو والدینش (در عرض چهار ماه از یکدیگر در سال ۱۸۷۴)، بریتون تصمیم به ترک بریا گرفت و به جستجوی شغل پرداخت. او از حدود سال ۱۸۷۶ در سیستم مدرسه لکسینگتون تدریس کرد و این کار را تا اوت ۱۸۹۷ ادامه داد.

## زندگی حرفه‌ای
پس از ترک بریا، بریتون در چندین مدرسه در مرکز کنتاکی تدریس کرد و از بهبود شیوه‌های آموزشی در مدارس سیاه‌پوستان حمایت کرد. مقاله او با عنوان «فرهنگ ادبی آموزگار» در دومین جلسه انجمن آموزش سیاه‌پوستان کنتاکی (KNEA) در لویی‌ویل در سال ۱۸۷۹ ارائه شد. در نهمین کنوانسیون سالانه انجمن آموزش سیاه‌پوستان کنتاکی در دنویل او دو سخنرانی داشت که در دومی (در تاریخ ۶ ژوئیه ۱۸۸۷)، به نفع حق رأی زنان صحبت کرد. در سخنرانی خود که بعدها به‌عنوان «حق رأی زنان: یک عامل مؤثر در اصلاحات عمومی» منتشر شد، او استدلال کرد که زنان مانند مردان حق دارند سرنوشت خود را در چارچوب قوانین کشور تعریف کنند و قوانین باید به‌طور مساوی برای زنان و مردان اعمال شود. او نوشت: «اگر زن همانند مرد است، پس او همان حقوق را دارد. اگر او از مرد متفاوت است، پس او حق دارد به صندوق رأی برود تا قوانین را برای دولت خود [دولت مخصوص زنان] بسازد.» در سال ۱۸۹۴، او «تاریخچۀ و علم آموزش» را در حضور اعضای «انجمن معلمان جوانان رنگین‌پوست آمریکا» در بالتیمور مریلند ارائه داد.
در ۱۵ آوریل ۱۸۹۲، بریتون سخنرانی‌ای به «کمیته مشترک راه آهن مجمع عمومی ایالت کنتاکی» ایراد کرد که به نمایندگی از هیئت زنان معترض به قانون «واگن جداگانه سیاه‌پوستان» بود. در سخنرانی خود، او فرضیات سفیدپوستان در مورد انحصار فضیلت، هوش و زیبایی‌شناسی را مورد سؤال قرار داد و به قانون‌گذاران یادآوری کرد که برده‌داری و وحشیگری‌های سفیدپوستان که مورد تأیید قرار گرفته بود، چه وحشتی به بار آورده است. او همچنین رویکرد جدایی‌طلبانه مجازات یک گروه کامل از مردم را صرفاً به دلیل رنگ‌پوست مشابه‌شان در زمانی که تنها یک آفریقایی-آمریکایی به دلیل جنایتی که مرتکب شده محکوم و مجازات شد، مورد انتقاد قرار داد. بریتون از طرف همه آمریکایی‌ها و حق آنها برای «زندگی، آزادی و دستیابی به خوشبختی» دفاع کرد و نتیجه‌گیری کرد که قانونی که تنها بر اساس نژاد باشد، ناعادلانه و غیرآمریکایی است.
همان سال، بریتون و ۱۹ زن دیگر در کلیسای سنت پال ای.ام.ای. در جهت تأسیس «انجمن خانه یتیمان بانوان» گرد هم آمدند. این گروه پول جمع‌آوری کرد و «خانه صنعت یتیمان رنگین‌پوست» را در شهر لکسینگتون ایجاد کرد. این سازمان غذا، سرپناه، تعلیم و آموزش حرفه‌ای برای یتیمان بی‌خانمان و زنان مسن بی‌خانمان فراهم کرد تا اینکه در سال ۱۹۸۸ بسته شد.
در سال ۱۸۹۳، بریتون به منظور آزمایش، خواست ببیند که آیا «شهر سفیدپوستان» بزرگ در شیکاگو برای نمایشگاه جهانی ۱۸۹۳ برای سیاه‌پوستان هم باز است یا خیر. مشارکت آفریقایی‌تباران در نمایشگاه‌ها بسیار محدود بود که به اعتراضات منجر شد. به گفته کارن کاتن مک‌دانیل، بریتون کنجکاو بود که آیا غرفۀ کنتاکی در نمایشگاه، اجازه ورود او را می‌دهد یا خیر. مقاومت آشکار او در برابر سفیدپوستی در درب نمایشگاه کنتاکی—و «تحقیر، خشم و فشارهای دیگری که تجربه کرد» به‌طور گسترده‌ای منتشر شد.
او در سال ۱۸۹۷ از تدریس استعفا داد تا در بیمارستان مسلولین بتل کریک در میشیگان مشغول به کار شود، جایی که با آب‌درمانی، نوردرمانی، حرارت‌درمانی، برق‌درمانی و مکانوتراپی — استراتژی‌ها و اصول بهداشتی که توسط کلیسای ادونتیست‌های روز هفتم که به آن تعلق داشت، معرفی شد — آشنا شد. او در آنجا در کلاس‌های «کالج پزشکی میشنری آمریکا» آموزش دید و در شیکاگو کلاس‌هایی گذراند و در سال ۱۹۰۲ فارغ‌التحصیل شد. او به زادگاه خود بازگشت و اولین زن آفریقایی‌تبار بود که مجوز پزشکی در لکسینگتون، کنتاکی دریافت کرد. پس از حدود یک سال، او خانه و مطب خود را در خیابان نورث لایمستون، پلاک ۵۴۵ برپا کرد (که به خیابان راند مشرف بود) و بیش از بیست سال در آنجا فعالیت پزشکی کرد.

## دستاوردهای دیگر
بریتون یکی از اعضای اصلی انجمن آموزش سیاه‌پوستان کنتاکی بود که در سال ۱۸۷۷ تأسیس شد تا وضعیت مدارس برای کودکان آفریقایی-آمریکایی را بهبود بخشد و از طریق اقدامات قانونی تغییرات ایالتی ایجاد کند. او همچنین رئیس باشگاه ارتقا زنان لکسینگتون بود. هدف اولیه این باشگاه «ارتقای زنان، غنی‌سازی و بهبود شرایط خانه و برانگیختن غرور و علاقه مناسب به نژاد» بود. تا سال‌های متمادی، این باشگاه یک مهدکودک برای کودکان مادران شاغل اداره می‌کرد.
آثار او در زمینه اصلاحات اخلاقی و اجتماعی در روزنامه‌های محلی مانند لکسینگتون آمریکَن سیتیزن و لکسینگتون دیلی ترنسکریپت منتشر می‌شد — او یک ستون ثابت برای زنان در لکسینگتون هرالد می‌نوشت (که با نام «مِب» امضا می‌شد). او همچنین برای کلیولند گزت، اندیاناپولیس ورلد، بالتیمور آیوی و آمریکن کاتولیک تریبیون در سینسیناتی مقاله می‌نوشت.

## مرگ
مری ئی. بریتون هرگز ازدواج نکرد و بچه‌دار نشد. بیشتر خواهر و برادرهایش پیش از او و در سنین پایین درگذشتند. مارتا و جوزف در دوران کودکی پس از ۱۸۶۰ مردند. هتی در سن ۲۳ سالگی در حالی که با خواهر جولیا در ممفیس زندگی می‌کرد با شلیک گلوله به سر خود خودکشی کرد. توماس، کوچک‌ترین برادرش، به یک چابک‌سوار موفق تبدیل شد، اما در سال ۱۹۰۱ در سن ۲۸ سالگی و به‌دنبال ممنوعیت حضور در بسیاری از پیست‌های مسابقه، با نوشیدن اسید کربولیک خودکشی کرد. لوسی با ویل اف. «مانک» اورتون (چابک‌سوار که حرفه او نیز توسط جیم کرو برانداز شد) ازدواج کرده بود، اما در اوایل سی سالگی خود بر اثر نفریت حاد درگذشت. در سال ۱۹۱۴ خواهر بزرگتر، سوزان که همسر یک آرایشگر برجسته آفریقایی-آمریکایی در لکسینگتون به نام بنجامین فرانکلین بود، درگذشت. دکتر بریتون در سال ۱۹۲۳ در سن ۶۸ سالگی از طبابت خود بازنشسته شد.
مری ای. بریتون تنها چند ساعت پس از بستری شدنش در ۲۷ اوت ۱۹۲۵ در بیمارستان سنت جوزف لکسینگتون درگذشت. انجمن پزشکی بلو گراس اعلامیه‌ای را در روزنامهٔ لکسینگتون لیدر (۳۰ اوت ۱۹۲۵) منتشر کرد که در آن احترام آنها را به کارها و شخصیت او شرح داده شده بود.
او بیشتر دارایی خود را به خواهرش جولیا بریتون هوکس و پسران جولیا وصیت کرد و کتابخانه شخصی خود را به کلیسای ادونتیست‌های روز هفتم اهدا کرد.
یک مدرسه راهنمایی در حال ساخت در لکسینگتون، کنتاکی که در سال ۲۰۲۵ افتتاح می‌شود به افتخار او نامگذاری شده است.